# Jarosław Juchniewicz
Jarosław Roman Juchniewicz (ur. 26 kwietnia 1928 w Wilnie, zm. 16 września 2019 we Wrocławiu) – polski elektrotechnik, prof. zw. dr hab.

## Życiorys
Syn Ludwika i Marii. W 1952 ukończył studia na Wydziale Elektrycznym Politechnice Wrocławskiej. Obronił pracę doktorską, następnie uzyskał stopień doktora habilitowanego. W latach 1968–1969 był prodziekanem Wydziału Elektrycznego. W 1973 nadano mu tytuł profesora w zakresie nauk technicznych. Pracował w Katedrze Wysokich Napięć, a następnie w Instytucie Podstaw Elektrotechniki i Elektrotechnologii na Wydziale Elektrycznym Politechniki Wrocławskiej, oraz pełnił funkcję członka Komitetu Elektrotechniki na IV Wydziale Nauk Technicznych Polskiej Akademii Nauk, CIGRE, IEEE. W latach 1984–1990 był prorektorem Politechniki Wrocławskiej.
Zmarł 16 września 2019, pochowany na Cmentarzu Grabiszyńskim we Wrocławiu.

## Odznaczenia i nagrody
- Nagroda Sekretarza Naukowego PAN,
- Srebrny Krzyż Zasługi,
- Złoty Krzyż Zasługi,
- Krzyż Kawalerski OOP,
- Medal Komisji Edukacji Narodowej,
- Złota Odznaka Politechniki Wrocławskiej z Brylantem.